# Mercado de las Flores

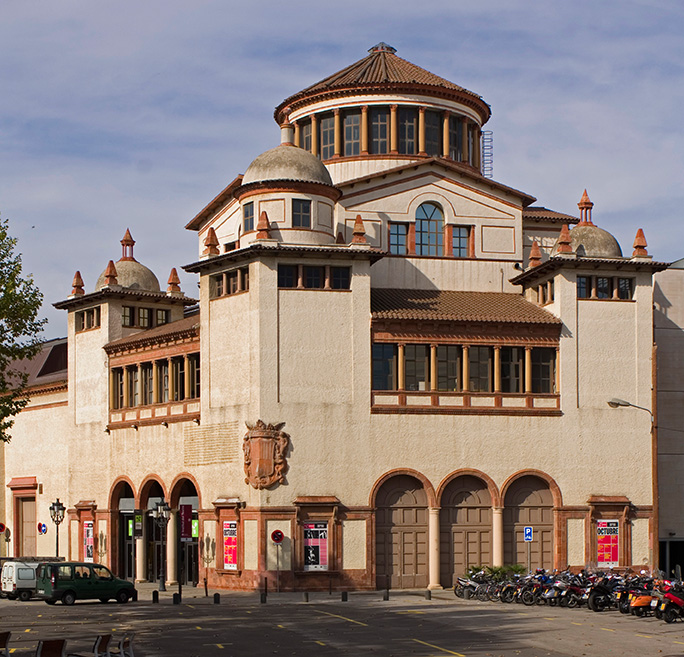
Imagen exterior del Mercado de las Flores

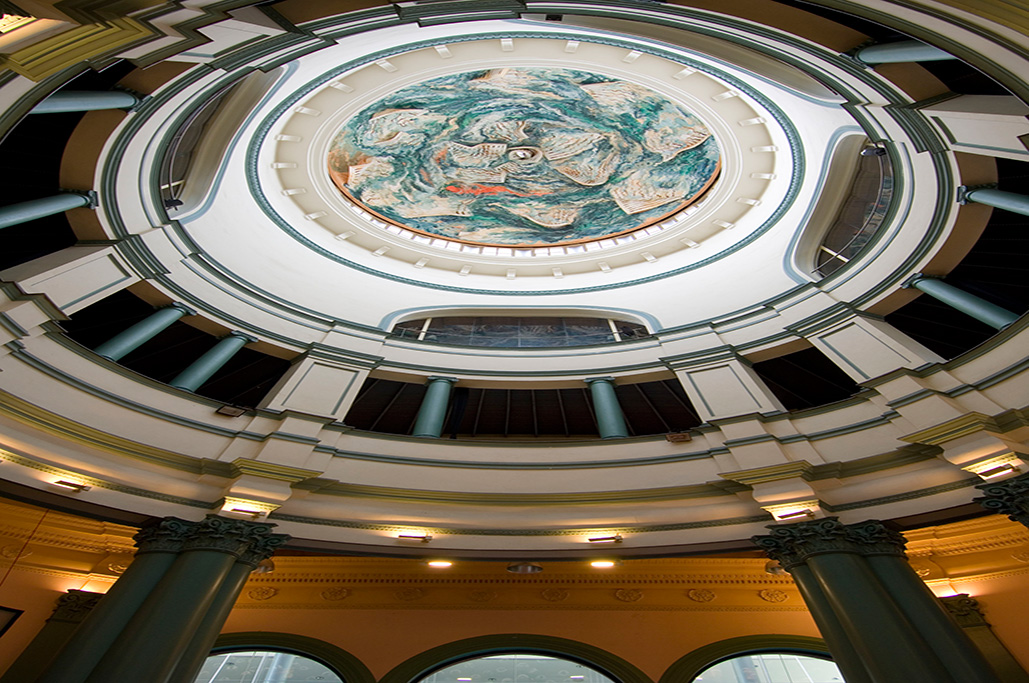
Imagen de la cúpula del Mercado de las Flores, obra de Miquel Barceló

El Mercado de las Flores (en catalán Mercat de les Flors) es un teatro municipal de Barcelona, España. Fue abierto en 1983 en el Palacio de la Agricultura, construido con motivo de la Exposición  Internacional de 1929 en Montjuic y que posteriormente albergó el mercado central de flores (hoy en Mercabarna), de donde toma su nombre.
Desde sus inicios, el Mercado de las Flores ha sido y continúa siendo un espacio de referencia de las artes escénicas en general en la ciudad de Barcelona. Actualmente está considerado un centro de referencia para la investigación, producción, creación y difusión de la danza y las artes de movimiento. El 14 de junio de 2007, el Mercado de las Flores – Centro de las Artes de Movimiento se constituyó en consorcio, participado por el Ayuntamiento de Barcelona y por la Generalidad de Cataluña con la colaboración del Ministerio de Cultura.

## Historia
La historia del Mercado de las Flores como teatro municipal se remonta al año 1983, cuando la entonces concejala de Cultura, Maria Aurèlia Capmany, y el que era el alcalde de Barcelona, Pasqual Maragall, impulsaron la creación de este espacio escénico de la ciudad ocupando el edificio novecentista del Palacio de la Agricultura, construido con motivo de la Exposición Internacional de 1929 en la montaña de Montjuic.
A partir del estreno de la obra La tragedia de Carmen, de Peter Brook, el Mercado inició lo que sería una imparable exhibición de espectáculos de creadores tanto nacionales como internacionales. Brook descubrió en el antiguo almacén del Palacio de la Agricultura un espacio escénico idóneo para su obra y de esta forma consiguió contagiar su entusiasmo a los responsables culturales de la ciudad. A partir de ese momento, se iniciaron las obras de acondicionamiento del espacio y el Mercado de las Flores fue inaugurado oficialmemente como teatro municipal en 1985 con el estreno de Majabhárata, otra vez con Peter Brook como director. 
La gran cúpula de 12 metros de diámetro que gobierna el vestíbulo del Mercado es obra del artista mallorquín Miquel Barceló.
En el año 1990, el Consistorio inició la ampliación del Mercado de las Flores incorporando una nueva sala, el Espacio B, contigua al edificio central del Mercado y que posteriormente se llamaría Sala Ovidi Montllor. Este espacio fue derruido con la construcción del edificio del Instituto del Teatro, que creó una nueva sala dentro de sus instalaciones con el mismo nombre y que actualmente comparte la exhibición con el Mercado.
Así pues, tiene tres salas con programación continua: la «Sala Maria Aurèlia Capmany», la «Sala Ovidi Montllor» y la «Sala Sebastià Gasch», que acoge actividades de pequeño formato.[cita requerida]
El teatro, desde sus inicios, ha querido ser un referente de la escena en todo tipo de expresión creativa: el teatro, la danza, la música, las performances y las nuevas tecnologías. 
Directores como Peter Brook, Luca Ronconi, Peter Stein, Patrice Chéreau, Carlos Marqueríe, Robert Lepage, Tadeusz Kantor, Anatoli Vassiliev, Mario Gas, Calixto Bieito, Roger Bernat, compañías nacionales como La Fura dels Baus, Comediants, Els Joglars, La Cubana, Sèmola Teatre, Sol Picó, Mal Pelo, Àngels Margarit, La Carnicería Teatro, Teatro de la Abadía, internacionales como Phillipe Genty, Wim Vandekeybus, La la la Human Steps, Rosas, festivales como ArtFutura, Festival Asia o Primavera Sound, cine con la presencia de directores como Fernando Trueba, Fernando León, Joaquim Oristrell o Jaume Balagueró, música con La Paquera de Jerez, Carles Santos, Georges Moustaki y tantos y tantos otros han hecho del Mercado de las Flores un referente de la escena y la creación contemporánea de Cataluña.
Durante su trayectoria han dirigido el Mercado, Joan M.ª Gual (en dos etapas), Elena Posa, Andreu Morte (también en dos ocasiones), Francesc Casadesús y Àngels Margarit. En junio de 2025, fue elegida directora la chilena María José Cifuentes.